# Stari Saltiv
Stari Saltiv (en ucraniano: Старий Салтів, romanizado: Staryi Saltiv) es un pueblo ucraniano perteneciente al óblast de Járkov. Situado en el noreste del país, es parte del raión de Chujúyiv y centro del municipio (hromada) homónimo.   

## Toponimia
El nombre del asentamiento en otros idiomas de importancia local es Stari Saltov (en ruso: Старый Салтов).

## Geografía
Stari Saltiv está en la orilla derecha de la presa de Pechenigi del río Donets, 30 km al suroeste de Vovchansk y 47 km al este de Járkiv. El pueblo consta de dos partes separadas por un kilómetro con un bosque de robles.

## Historia
La ciudad de Saltiv se mencionó por primera vez como un antiguo asentamiento en el Libro del Gran Dibujo de 1627, donde ya era conocida como una slobodá; y en 1639 fue habitada por los cosacos de Zaporiyia del hetman Yakiv Ostrianin. Con su partida en 1641, Saltiv se menciona nuevamente como un asentamiento en la orilla alta derecha del río Donets y solo en 1650 los aldeanos de Chuhuiv comenzaron a servir aquí. En 1652, un decreto real asentó 19 niños boyardos en la localidad. En 1660, se construyó un nuevo fuerte de madera sobre el antiguo asentamiento y los antiguos cimientos de piedra de la antigua fortaleza jázara.
La iglesia local fue construida en 1704 y un año después el pueblo contaba con 670 habitantes. En 1786, tenía alrededor de 3000. A partir de ese momento, formó parte del uyezd de Vovchansk en la gobernación de Járkov.
En la primavera de 1923, el pueblo se convirtió en el centro administrativo del distrito de Stari Saltiv de la gobernación de Járkov, que en 1932 se convirtió en el óblast de Járkov en la República Socialista Soviética de Ucrania. El pueblo sufrió como resultado del Holodomor en 1932-1933, con un número de víctimas identificadas fue de 219 personas.
Cuando estalló la Segunda Guerra Mundial, el pueblo fue ocupado por el ejército alemán a fines de octubre de 1941 y fue liberado a principios de agosto de 1943. Sin embargo, mientras tanto, el Ejército Rojo liberó el pueblo por primera vez el 12 de marzo de 1942 y lo utilizó como base militar. Así los soldados soviéticos lanzaron un ataque el 12 de mayo de 1942 desde dos direcciones contra los alemanes: una desde Barvínkove y la otra desde Saltiv con el fin de avanzar contra el Járkov ocupado por la Wehrmacht. Los soviéticos, por lo tanto, forman el caldero de Barvinkove en el área entre Saltiv, Nepokritaya y Peremoga. El 9 o 10 de junio de 1942, los alemanes volvieron a ocupar Saltiv y continuaron su avance a orillas del río Oskil hacia Vorónezh. Al final de la guerra, 386 soldados nativos de la ciudad fueron condecorados por hazañas de armas. 
El distrito de Stari Saltiv fue abolido en 1963 y el pueblo pasó a formar parte del raión de Vovchansk. Un año después, se construyó el embalse de Pechenigui (apodado como "Mar de Saltiv"). En 1966, Saltiv contaba con una pequeña central eléctrica, una fábrica de mantequilla, un centro de radio, una fábrica de artículos para el hogar y una fábrica de alimentos, entre otros.
El pueblo obtuvo el estatus de asentamiento de tipo urbano en el año 2000. Hasta el 18 de julio de 2020, Stari Saltiv fue parte del raión de Vovchansk. El raión se abolió en julio de 2020 como parte de la reforma administrativa de Ucrania, que redujo el número de rayones del óblast de Járkiv a siete. El área del raión de Vovchansk se fusionó con raión de Chugúyiv.En 2023, Stari Saltiv perdió el estatus de asentamiento de tipo urbano debido a la eliminación de este estatus administrativo.
En la invasión rusa de Ucrania que comenzó en 2022, Stari Saltiv fue ocupada por las fuerzas rusas al principio de la invasión y se convirtió en el escenario de nuevos combates en la batalla de Járkiv. El 2 de mayo de 2022, un oficial de defensa estadounidense corroboró que las Fuerzas Armadas de Ucrania recuperaron Stari Saltiv.

## Demografía
La evolución de la población de Stari Saltiv entre 1914 y 2022 fue la siguiente:
| 6538                                                          | 4073 | 3647 | 3580 | 3522 | 3459 | 3329 |
| (Fuente: Cities & Towns of Ukraine y UKRAINE: Größere Städte) |      |      |      |      |      |      |

## Infraestructura

### Transporte
El asentamiento está conectado por carretera T-21-04 con Járkiv y Vovchansk.